# فالشم
فالشم (به انگلیسی: Foulsham) یک محله مدنی و روستا در بریتانیا است که در Broadland واقع شده‌است. فالشم ۱۲٫۵۶ کیلومتر مربع مساحت و ۸۶۰ نفر جمعیت دارد.